# Graine de quinoa
Cet article concerne la graine alimentaire. Pour la plante qui la produit, voir Chenopodium quinoa.

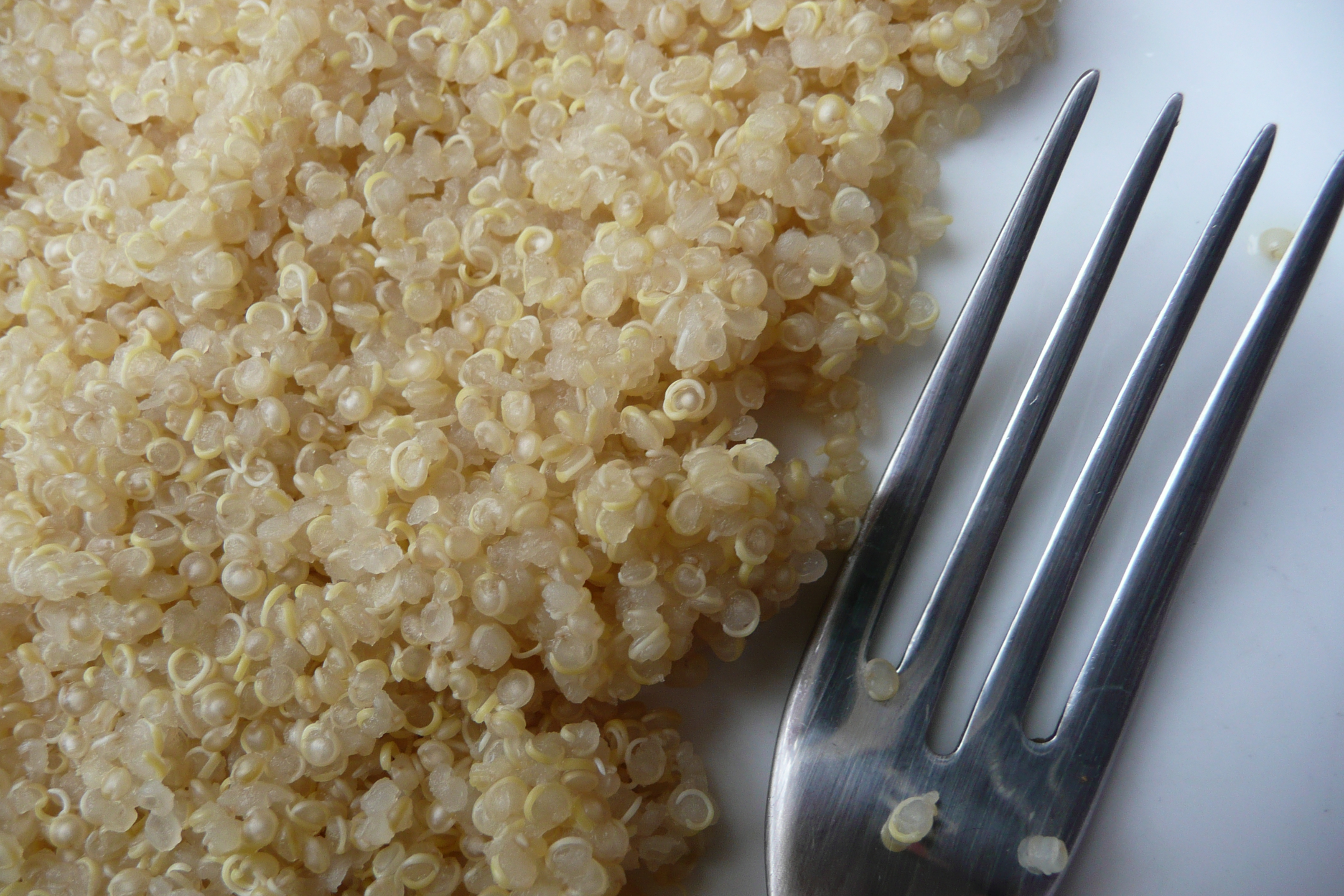
Des graines de quinoa cuites

La graine de quinoa est une graine alimentaire provenant de la pseudo-céréale quinoa, une plante herbacée annuelle, originaire des hauts plateaux andins de la région du lac Titicaca à 3 800 m d'altitude. Sa culture d'abord limitée à la zone andine d'Amérique du Sud s'est étendue, au XXIe siècle, à l'Amérique du Nord, l'Europe, l'Australie, la Chine et le Japon.
Dépourvues de gluten, riches en protéines et idéalement équilibrées en acides aminés, les graines de quinoa sont également une excellente source de minéraux essentiels, vitamines, antioxydants, acides gras et phytostérols, tous d'un grand intérêt, pour l'alimentation et la santé.
Toutefois la présence de substances antinutritionnelles (saponines et acide phytique) diminue la biodisponibilité de tous ces nutriments. Pour la consommation, les saponines sont éliminées par lavage et abrasion mécanique de la graine.
En français, le terme « quinoa », peut désigner, suivant le contexte, l'espèce Chenopodium quinoa ou la graine alimentaire, produite par cette plante.

## Description de la graine

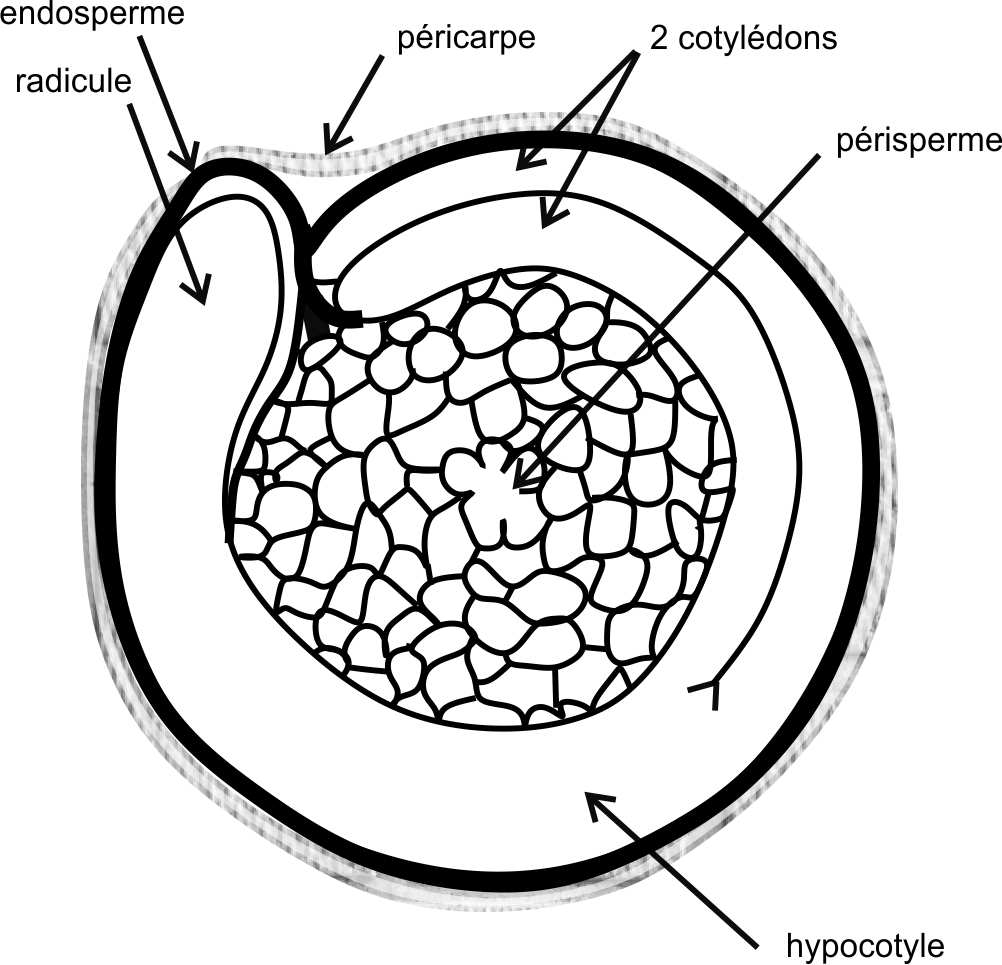
Structure interne de la graine de quinoa (section). Le péricarpe entoure la graine.

Le fruit du quinoa est un akène comportant les trois couches : périgone (reste des tépales de la fleur), péricarpe (issu de la paroi de l'ovaire) et épiderme. Le périgone se détache en général facilement à maturation, par lavage ou par frottement à l'état sec. La graine mature possède trois compartiments de stockage principaux (du centre au bord) : un grand périsperme central entouré d'un embryon périphérique et un endosperme dans la région micropylaire entourant l'axe hypocotyle-radicule de l'embryon.
La graine est ronde et plate ; elle mesure de 1,5 mm de diamètre à 4 mm. Il faut environ 350 graines pour atteindre le poids de 1 g. La couleur de la graine va du blanc au gris jusqu'au noir, avec éventuellement des tons jaunes, roses, rouges, pourpres ou violets. La même panicule porte souvent des graines de couleurs différentes.
La graine comporte un embryon formé d'un axe hypocotyle-radicule et de deux cotylédons. La plante est une dicotylédone et non une monocotylédone comme les céréales. C'est pourquoi on parle d'elle comme d'une pseudo-céréale.
Le périsperme est le principal tissu de stockage des graines de quinoa. L'amidon, le glucide le plus important, est localisé dans ce périsperme avec de petites quantité dans l'enveloppe de la graine et l'embryon alors que les protéines sont principalement localisées dans l'embryon.
L'endosperme entoure complètement l'embryon et en est séparé par une mince couche d'air.

## Analyse nutritive
Selon la table Ciqual, la graine de quinoa crue a la composition ci-contre :

### Macronutriments
Avec 358 kcal/100g, le quinoa est un aliment relativement énergétique. En moyenne, il comporte 14,1 % de protéines (entre 12,2 et 15,2 %), 58,1 % de glucides et 6,07 % de lipides. Ces trois classes de nutriments sont des composés bâtisseurs, apportant l'énergie nécessaire à la vie, appelés macronutriments.
La teneur moyenne en protéines de 14,1 % du quinoa est supérieure à celle de la farine de sarrasin (11,5 %), de la farine de blé tendre T80 (10,9 %) ou de riz complet (7,7 %) mais très inférieure à celle des graines de soja (34,5 %).
% protéines : soja >> quinoa > sarrasin > blé tendre > riz complet
Les principales fractions de protéines du quinoa sont des globulines et des albumines. La globuline de type 11S (coefficient de sédimentation) appelée chenopodine, représente 37 % des protéines totales. La globuline de type 2S, appelée « albumine », représente 35 % des protéines totales. Par contre, les protéines de quinoa ne contiennent pas ou très peu de prolamines qui sont collectivement appelées « gluten » et induisent des réponses auto-immunes chez les patients cœliaques. Le quinoa est un aliment sans gluten recherché par les personnes allergiques à cette protéine.
Les protéines de quinoa possèdent une importante valeur nutritionnelle en raison de leur spectre équilibré d'acides aminés essentiels, c'est-à-dire ceux que le corps ne peut synthétiser lui-même. Si un de ces acides aminés est en quantité insuffisante pour synthétiser une protéine du corps, alors les autres acides aminés disponibles ne pourront être utilisés et seront excrétés. Les protéines de quinoa contiennent moins d'acide glutamique et de proline que les céréales mais davantage d'acides aminés essentiels comme la lysine (acide aminé limitant dans la plupart des céréales), la méthionine (acide aminé soufré limitant dans les légumineuses), la cystine et l'histidine. Le quinoa présente des teneurs intéressantes en acides aminés dits « semi-essentiels ». Il contient, par exemple, 26,4 % de plus du montant en histidine du blé, un composé essentiel pour les nourrissons qui ne peuvent le synthétiser avant l'âge adulte.
Le quinoa fournit les apports quotidiens en acides aminés essentiels dans des rapports adéquats.
Les graines de quinoa brutes contiennent de l'acide phytique et des saponines, des substances antinutritionnelles qui interfèrent avec l'utilisation biologique des nutriments : l'acide phytique diminue la biodisponibilité des minéraux et les saponines empêchent les acides aminés d'être entièrement disponibles.  L'élimination de ces substances est donc nécessaire pour accroître la biodisponibilité. Comme elles se trouvent dans l'enveloppe de la graine, en les frottant et en les lavant, on réduit de 30 % le contenu en acide phytique et on élimine la totalité des saponines B.
Les nombreuses études expérimentales qui ont été menées en nutrition animale et humaine, ont toutes confirmé la bonne qualité des protéines du quinoa, en montrant notamment que celle-ci est comparable à la qualité protéique de la caséine, protéine de lait souvent citée comme référence. L'élimination des couches externes de la graine contenant des saponines ainsi que la cuisson des graines augmentent la digestibilité des protéines.
Les glucides constituent le macronutriment principal des graines de quinoa. Leur teneur moyenne est de 58 %, une teneur inférieure à celle de la farine de blé tendre T80 (73 %), selon les tables Ciqual.
Les glucides des plantes sont constituées majoritairement de polysaccharides (amidon), d'oligosaccharides et de sucres (monosaccharides, disaccharides, polyols). Les fibres alimentaires sont aussi des polysaccharides, mais elles ne sont pas classées parmi les macronutriments de type glucide car non assimilables.
L'amidon est la principale source d'énergie physiologique dans l'alimentation humaine. Il est stocké principalement dans les cellules du périsperme de la graine. On le trouve à la fois sous forme de petits granules individuels et de gros agrégats composés de centaines de granules. Il est constitué d'un mélange de deux polymères : l'amylose soluble dans l'eau à 80° C avec laquelle il forme un gel et l'amylopectine, le plus abondant et insoluble dans l'eau. La teneur en amylose de l'amidon du quinoa est très variable, avec une moyenne de 11 % (les mesures vont 3,5 % à 22 %). L'amidon du quinoa forme un gel à des températures relativement basses (57–71 °C), présente une viscosité élevée, une grande capacité de rétention d'eau et un pouvoir de gonflement important. C'est donc un bon agent épaississant. Cependant, les pains et les gâteaux cuits avec de l'amidon de quinoa sont de mauvaise qualité en raison de l'absence de gluten,.
Les graines de quinoa contiennent un peu de sucre, essentiellement du maltose, suivi par du D-galactose et du D-ribose et de faibles niveaux de fructose et glucose. 
La haute teneur en amidon des glucides du quinoa en font une très bonne source d'énergie qui est libérée lentement dans le corps. L'Indice glycémique de la farine de quinoa est moyen : 40.
La teneur moyenne des graines de quinoa en lipides est de 6 %, soit beaucoup plus que le blé tendre qui est de 1,2 % mais beaucoup moins que la graine entière de soja (19,2 %), selon les tables Ciqual. Ce macronutriment est localisé dans les cellules de l'endosperme et dans les tissus embryonnaire de la graine.
Les lipides sont de nature végétale, c'est-à-dire riches en acides gras insaturés. La composition en acides gras du quinoa se caractérise par des acides gras saturés AGS (avec principalement de l'acide palmitique), des acides gras mono-insaturés AGMI (avec principalement de l'acide oléique C18 :1 ω9) et des acides gras poly-insaturés AGPI (avec l'acide linoléique C18:2, ω6 et acide α-linolénique C18:3, ω3). 
| Acides gras du quinoa cru en g/100 g de la graine |                                            |                                                  |
| AGS                                               | AGMI                                       | AGPI                                             |
| 0,71                                              | 1,61                                       | 3,29                                             |
| 12,6 %                                            | 28,7 %                                     | 58,7 %                                           |
| acide palmitique: 0,60 acide stéarique:0,037      | acide oléique: 1,53 acide tétracosaénoïque | acide linoléique: 2,21 acide α-linolénique: 0,13 |

L'acide palmitique consommé en excès présente des effets athérogènes, thrombogènes et hypercholestérolémiants : il augmente donc le risque de maladies cardiovasculaires, alors que les acides gras insaturés jouent un rôle protecteurs contre ces mêmes maladies. Avec 59 % de ses acides gras qui sont insaturés, le quinoa devrait avoir cet effet protecteur.

### Micronutriments
Les micronutriments sont les vitamines et les minéraux, jouant un rôle fonctionnel et n'apportant pas d'énergie.
La composition en vitamines des graines de quinoa est similaire à celle des céréales. Le quinoa présente des quantités significatives de vitamines du groupe B, tout particulièrement en thiamine (B1), riboflavine (B2), vitamine B6 et folates (B9). Le quinoa est aussi une bonne source de vitamine E, avec une teneur similaire à celle des céréales comme le blé. Toutefois la composition est différente : le γ-tocophérol est prépondérant pour tous les génotypes étudiés (au lieu de l'α-tocophérol dans le blé), sa teneur de 5,3 mg/100g est le double de celle de l'α-tocophérol 2,6 mg/100g. Le γ-tocophérol et ses produits de dégradation ont une activité cyclooxygénase et possèdent donc des propriétés anti-inflammatoires. Ce qui n'est pas le cas de l'α-tocophérol.
La teneur en minéraux des plantes est influencée par les conditions environnementales au cours de la croissance et de la germination. Les graines de quinoa sont très riches en minéraux : avec une teneur de 2,3 % - la teneur est plus élevée que dans le blé (1,78 %) et le maïs (1,20 %) et comparable à l'orge (2,29 %).
En moyenne, le quinoa est riche en potassium, en calcium, en magnésium, en phosphore et en fer. Les régimes sans gluten sont souvent carencés en calcium, magnésium et fer.  L'inclusion du quinoa dans ces régimes peut contribuer à réduire ces carences.
Toutefois la disponibilité de ces minéraux peut être affectée par les procédés mécaniques ou de lavage utilisés pour enlever l'enveloppe des graines. L'acide phytique présent dans le quinoa diminue aussi la biodisponibilité des minéraux. La perte peut être considérable (46 % du potassium).

### Les fibres alimentaires
Les fibres alimentaires sont des polysaccharides dont la particularité est de résister à l'action des enzymes digestives. Elles ne sont donc ni digérées, ni absorbées au travers de la muqueuse intestinale. En revanche, quand elles parviennent dans le gros intestin, elles peuvent subir une fermentation totale ou partielle par les bactéries du côlon.
La graine de quinoa contient en moyenne 7 g/100g de fibres alimentaires, ce qui est du même ordre de grandeur que la farine de blé tendre T110 qui sert à faire du pain complet. Cependant les fibres de quinoa ressemblent plus à celles des fruits, légumes et légumineuses. Elles sont composées à 80 % de fibres insolubles (hémicellulose) et de 20 % de fibres solubles (des polysaccharides pectiques). Ces fibres insolubles ont la capacité d'absorber jusqu'à 25 fois leur masse en eau et donc d'augmenter la masse des selles, ce qui accélère le transit.

## Composés phytochimiques

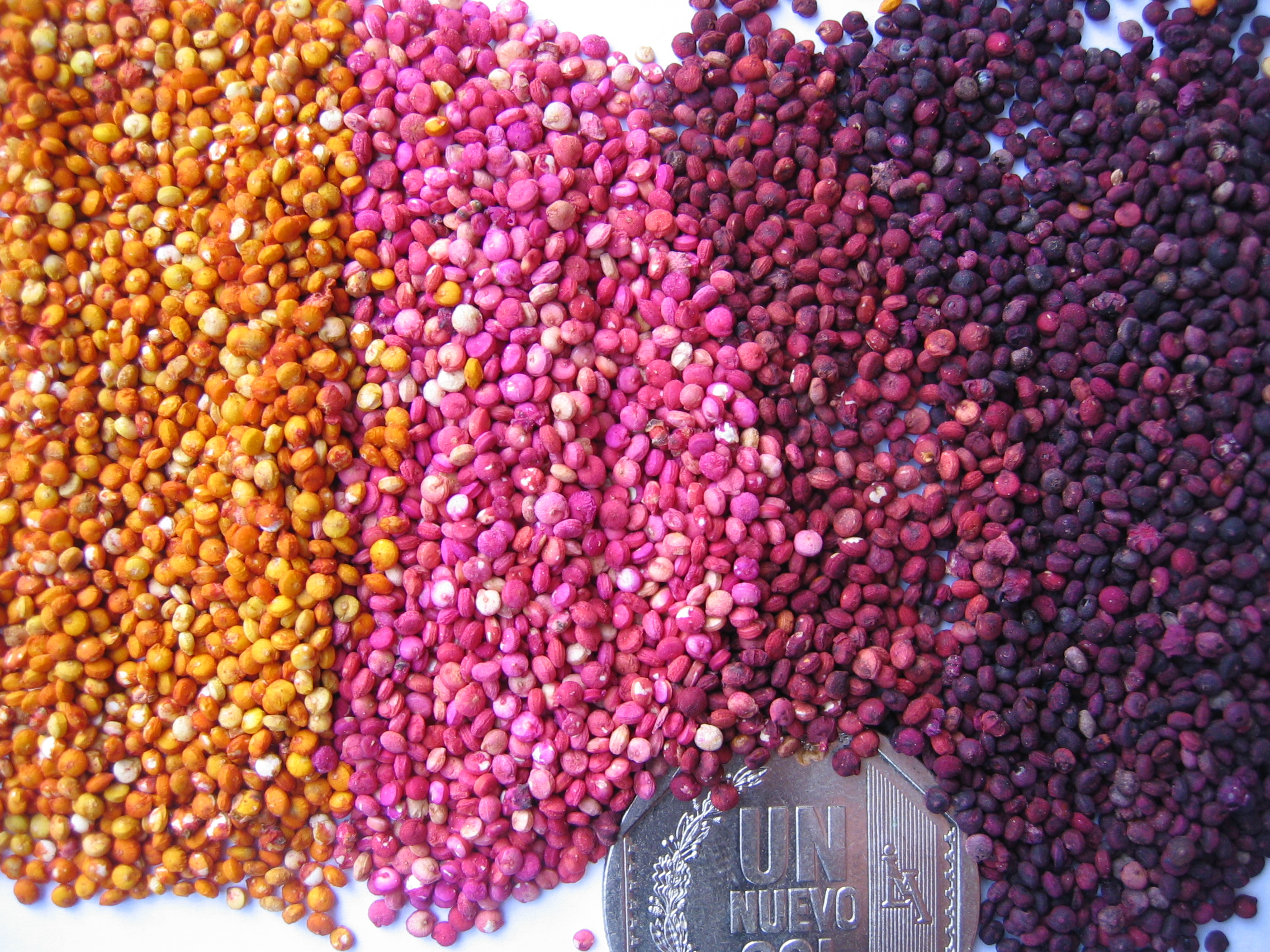
Graines de quinoa de différentes couleurs (INIA Genebank, Pérou)

Les graines de quinoa fournissent une source abondante de composés phénoliques (ou polyphénols). Les principaux polyphénols de la graine de quinoa sont les acides phénoliques (ou acide-phénol), les flavonoïdes et les tanins.
Acides phénoliques
Dans les plantes, les polyphénols existent soit sous forme libre soit sous forme conjuguée. La quantification des acides phénoliques totaux nécessite un traitement préalable par hydrolyse afin de libérer les formes conjuguées. Les teneurs en acides phénoliques solubles (formes libres et liées) sont données dans le tableau ci-dessous. 
Les flavonoïdes

Quercétine, flavonoïde du quinoa

La teneur en flavonoïdes (plus particulièrement des flavonols) de la graine de quinoa est exceptionnellement élevée (en moyenne de 58 mg/100g). Les niveaux de flavonoïdes dans les graines de quinoa dépassent ceux retrouvés dans des baies réputées très riches en ces composés, telles que les airelles et les canneberges qui ne contiennent que 10 mg/100g de quercétine environ.
Les tanins
Les tanins sont localisés en partie dans l'enveloppe de la graine de quinoa. C'est pourquoi les teneurs mesurées sur les graines décortiquées et lavées sont plus faibles. Les valeurs rapportées des teneurs varient de 0 à 530 mg/100g.
| Flavonols (total=58 mg/100g)                                                                                        |
| Quercétine:36 ; Kaempférol:20 ; Myricétine:0,5 ; Isorhamnétine :0,4                                                 |
| Acides phénoliques (total=37 mg/100g)                                                                               |
| Acide caféique:0,7 ; Acide férulique:15 ; acide p-coumarique:8 ; Acide p-hydroxybenzoïque:2,9 ; Acide vanillique:11 |
| Tanins |
| 530 (graine de quinoa entière) ; 280 (graine décortiquée) ; 230 (graine lavée)                                      |

Il a été montré que les composés phénoliques libres contribuaient le plus (50-83%) au contenu phénolique total par rapport aux formes conjuguées ou liées. En moyenne, le contenu phénolique total est plus élevé que celui trouvé dans les céréales communes (blé, orge, seigle).
La teneur en polyphénol dépend des variétés et de l'écotype. La très grande variété génétique du quinoa n'a pas été bien explorée mais Miranda et al, 2011, ont déterminé le contenu en vitamines B et l'activité antioxydante (par la méthode de piégeage des radicaux DPPH) de 6 écotypes de quinoa cultivé dans trois zones de production du Chili (Montagnes du Nord, Centre et Sud). La région centrale présente les capacités antioxydantes supérieures, la région du Sud les teneurs supérieures en vitamines B1 et B3, et la région Nord la teneur supérieure en vitamines B3.  La teneur phénolique totale va de 14,22 à 65,53 mg GA/100g. Dans une étude sur le quinoa bolivien il a été trouvé 71 mg/100 g d.m. 
En 2014, Tang et al ont comparé les trois cultivars de quinoa blanc, rouge et jaune, la teneur phénolique totale et l'activité antioxydante sont les plus grandes pour les graines de couleur plus foncée.
La grande variation des résultats du contenu phénolique total selon les études, tient aux différences dans le fond génétique des variétés et aux conditions environnementales de culture mais aussi aux différentes méthodes d'extraction, comme le type de solvant d'extraction ou le temps d'extraction.
Les caroténoïdes
Les graines de quinoa contiennent aussi des caroténoïdes, des pigments végétaux naturels liposolubles. La teneur totale en caroténoïdes dans les graines de quinoa est en moyenne de 1,48 mg/100g, grandeur variable selon les cultivars. Les caroténoïdes étant à l'origine de la coloration des graines, leur teneur est plus élevée dans les graines les plus colorées.
Les bétacyanines

Bétanine

Les bétacyanines sont des pigments responsables de la couleur rouge-violet. Il a été montré que les pigments des graines rouges et noires de quinoa sont des bétacyanines, principalement la bétanine et l'isobétanine. Les bétacyanines colorent aussi les betteraves, alors que les fruits rouges sont colorés par des anthocyanines.
Squalène et phytostérols
Le squalène est un des précurseurs dans la biosynthèse des stéroïdes et un intermédiaire clé dans celle du cholestérol. Avec une teneur proche de 60 mg/100g, la graine de quinoa est bien plus riche en squalène que celle du seigle ou des lentilles.
Les phytostérols de la graine de quinoa sont le β-sitostérol, largement majoritaire, le campestérol et le stigmastérol. Ce sont des composés triterpéniques servant à stabiliser les membranes végétales. La teneur des phytostérols du quinoa sont semblables à celles du seigle, inférieures à celles des lentilles et considérablement plus basses que celles des noix, dont le β-sitostérol (de 772 à 2 520 mg.kg-1) peut avoir une teneur de 12 à 40 fois supérieure à celle du quinoa, suivi par le campestérol (44-121 mg.kg-1) et le Δ5-avenastérol (25-153 mg.kg-1).
|          | Squalène | Phytostérols | Phytostérols | Phytostérols | Phytostérols |
|          |          | β-Sitostérol | Campestérol  | Stigmastérol | Total        |
| Quinoa   | 58,4     | 63,7         | 15,6         | 3,2          | 82,5         |
| Seigle   | 0,3      | 58,4         | 16,8         | 0,7          | 75,9         |
| Lentille | 0,7      | 123,4        | 15           | 20           | 242,4        |

Les saponines
Les saponines sont des composés solubles dans l'eau et capables de mousser après agitation. Elles se rencontrent dans de nombreux végétaux alimentaires : soja, haricots, lentilles, pois, avoine, pommes de terre, etc. Dans les plantes, leur fonction première est de les protéger des attaques de champignons, insectes et oiseaux.

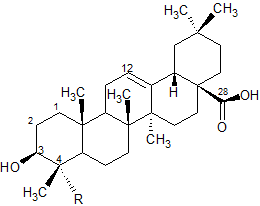
Squelette de l'acide oléanique (R=CH3), un aglycone des saponines du quinoa

Les saponines sont présentes dans toutes les parties de la plante de quinoa, les feuilles, les fleurs, les fruits et l'enveloppe des graines. Comme elles ont un goût amer et qu'elles sont toxiques en grande quantité, elles subissent un traitement d'élimination par friction et lavage de l'enveloppe de la graine.
La concentration des saponines dans les graines varie selon la variété : les variétés « douces » ont des teneurs allant de 20 à 40 mg/100g contre 470 à 1 130 mg/100g pour les variétés « amères ». Toutefois, même les variétés amères de quinoa sont moins riches en saponines que les graines de soja (5,6 g/100g du poids sec des graines de soja entières crues).
Une nouvelle méthode d'analyse a permis d'approfondir nos connaissances sur la structure des saponines et de révéler dans le quinoa plus de 80 saponines triterpéniques, avec 5 nouveaux aglycones triterpéniques.

## Propriétés pharmacologiques

### Activité anti-inflammatoire
Les saponines de graines de quinoa ont montré une activité anti-inflammatoire sur des cellules macrophages de rongeurs stimulées par une toxine LPS (lipopolysaccharide) promouvant la libération de cytokines pro-inflammatoires. La stimulation des macrophages produit un certain nombre de médiateurs inflammatoires comme le monoxyde d'azote NO, le TNF-α et l'interleukine-6. Les saponines du quinoa ont diminué la production de NO et inhibé la libération de cytokines inflammatoires. Cet effet a été observé à partir d'une concentration de 100 μg/mL puis a augmenté de manière dose-dépendante.

### Activité antioxydante
De nombreux composés chimiques des graines de quinoa ont démontré des capacités antioxydantes : les tocophérols, caroténoïdes, acides phénoliques, flavonoïdes, bétalaïnes, acides gras polyinsaturés, sans oublier les saponines.
Tang et al ont examiné l'activité antioxydante des composés lipophiles (tocophérols, caroténoïdes) dans les extraits de trois génotypes de graines quinoa de couleur blanche, rouge et noire. Les différentes techniques utilisées ont montré que l'activité antioxydante était positivement corrélée avec les principaux caroténoïdes et tocophérol (γ-tocophérol) ainsi qu'aux acides gras polyinsaturés. L'activité antioxydante dépend naturellement de la couleur de l'enveloppe de la graine, l'activité des graines noires étant supérieure à celle des graines rouges, elle-même supérieure aux blanches.
Pour effectuer une comparaison entre les activités des diverses graines, Gorinstein et al ont utilisé une combinaison de méthodes de dosage pour déterminer le potentiel antioxydant relatif des graines. La comparaison a porté sur la graine de sarrasin (Fagopyrum esculentum, une pseudo-céréale du Pérou), la graine de soja (Glycine max, graine oléoprotéagineuse),  le riz jasmin (Oryza sativa, céréale de Thaïlande), de la graine quinoa (Chenopodium quinoa, pseudo-céréale du Pérou) et de 3 cultivars de graines d'amarante. Les principaux antioxydants des pseudo-céréales sont les polyphénols, mais les protéines jouent également un rôle dans l'activité antioxydante globale. Le sarrasin a la teneur la plus élevée en polyphénols totaux et le potentiel antioxydant le plus élevé parmi les céréales et les pseudo-céréales étudiées, tandis que le soja une graine oléoprotéagineuse, est en position intermédiaire:
acti. antioxydante :  sarrasin > soja > quinoa > amarante > riz jasmin
Par exemple,  le contenu en polyphénol total et l'activité antioxydante ont été mesurés par la méthode DPPH (piégeage des radicaux utilisant 1,1-diphenyl-2-picrylhydrazyl), TEAC (Trolox equivalent antioxidant capacity), et l'activité antioxydante utilisant le β-carotène.
| Polyphénol total et activité antioxydante μg/g DW et % resp. |          |      |        |            |
|                                                              | sarrasin | soja | quinoa | riz jasmin |
| Polyphénol tot.                                              | 912      | 690  | 600    | 330        |
| DPPH                                                         | 80       | 33   | 30     | 20         |

Les propriétés antioxydantes d'un aliment sont souvent citées pour avancer ses effets anticancéreux. Ainsi, une étude in vitro a établi les effets anticancéreux d'extrait de graine de quinoa contre la lignée cellulaire de cancer colorectal humain HCT-116.

### Facteurs antinutritionnels
Les facteurs antinutritionnels sont les substances qui ont pour effet de réduire l'apport en éléments nutritifs, de nuire à la digestion et à l'absorption des nutriments et qui peuvent ainsi compromettre la croissance et le fonctionnement normal du corps. Pour le quinoa, les principaux facteurs antinutritionnels sont les saponines et l'acide phytique.
Les saponines, le principal facteur antinutritionnel du quinoa, qui sont principalement localisées dans les couches externes de la graine de quinoa, sont en grande partie éliminées par un traitement de décorticage abrasif et lavage de toutes les graines avant d'être consommées.

Acide phytique,
Ca2+, Mg2+, Zn2+, Fe2+ se chélatent aux O−

L'effet antinutritionnel de l'acide phytique se manifeste par une interférence avec l'absorption des minéraux. Dans des conditions physiologiques, l'acide phytique est fortement chargé négativement et montre un grand potentiel pour chélater des cations multivalents de charge positive, en particulier le fer, le zinc, le magnésium et le calcium.
La teneur en acide phytique de la graine de quinoa est de 1 à 2 %, soit un peu plus que pour les céréales (blé de 0,39 à 1,35 %) mais moins que les graines oléagineuses (sésame de 1,44 à 5,36 %) ou les fruits à coque (noix de 0,20 à 6,69 %). Pour réduire la présence de phytates, un traitement approprié de l'aliment (par trempage, germination, cuisson et fermentation) permet l'hydrolyse des phytates, en augmentant l'activité de dégradation d'une enzyme naturellement présente.

## Usages

### Alimentaires
Communautés andines autochtones de l'Altiplano
Les aliments de base des communautés andines étaient la pomme de terre, le maïs et le quinoa. Traditionnellement, la graine de quinoa était cuisinée en soupe mais les jeunes feuilles, pouvaient aussi être préparées à la manière des épinards, sous le nom de yuyu. À la trilogie quinoa, pomme de terre et maïs, qui dominait le régime alimentaire et l'économie de l'Altiplano, étaient ajoutés l'« ataco » (Amaranthus hybridus), la « oca » (Oxalis tuberosa), l'« ulluco » (Ullucus tuberosus), des cucurbitacées et l'ail.
Des « boules de guerre », constituées de quinoa, de maca, de spiruline et de graisses, soutenaient les guerriers incas lorsqu'ils marchaient sur de longues distances,.

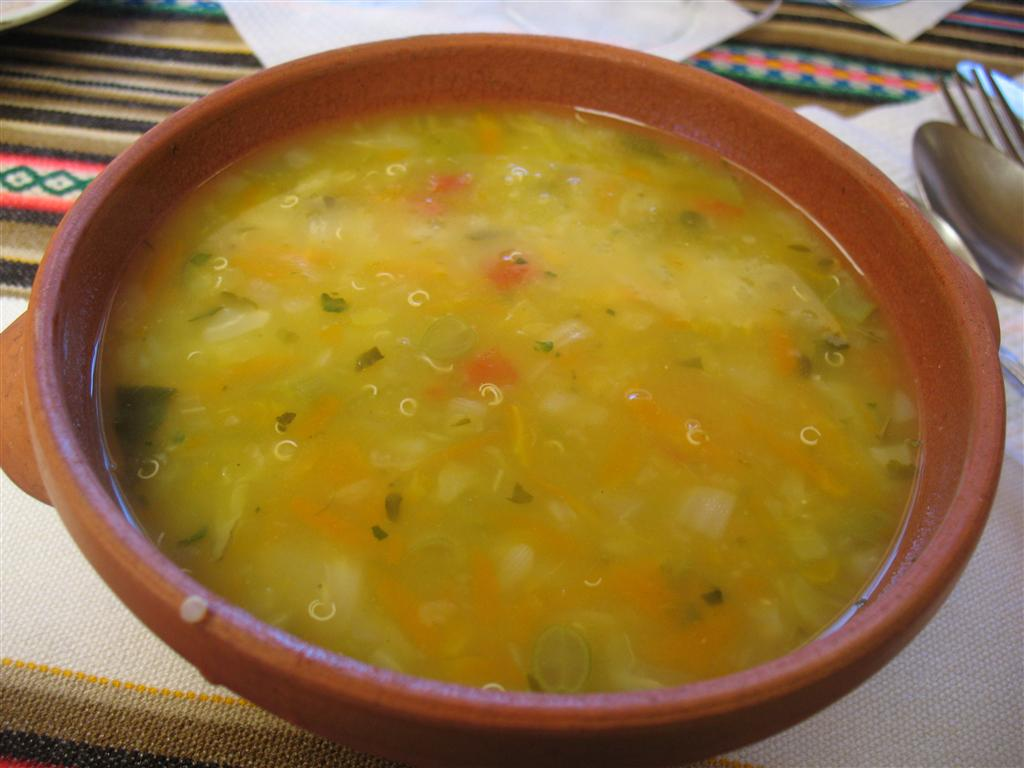
Soupe de quinoa–pommes de terre, plat de base de l'Altiplano

La graine de quinoa est habituellement utilisée entière pour faire des soupes hautement nutritives (la sopa de quinoa) ou moulue en farine et semoule pour faire les bouillies (pito obtenue en réduisant les grains grillés en farine à laquelle on ajoute de l'eau, et parfois du lait, de la farine d'orge ou de fèves). Un ouvrage de qualité sur la cuisine traditionnelle des hautes Andes, patronné par la FAO, publié en 2010, permet de faire le tour des principales recettes des communautés actuelles de l'Équateur et du Pérou. On trouve une purée de pommes de terre – quinoa, préparée avec du lait, de l'huile et du sel ou bien la « sopa de quinoa » de la communauté de Laguna San Martin (Équateur) élaborée avec du quinoa (100 g), du porc (250 g), des pommes de terre (300 g), oignons (40 g), cacahuètes grillées moulues (30 g), ail, manteca de color (lard coloré), coriandre, lait, sel .
En 1997, Franqueville observait au terme d'une enquête d'une décennie sur le régime alimentaire des populations de l'Altiplano bolivien, que le petit déjeuner, pris très tôt le matin, est constitué de soupe de quinoa ou de chuño (pommes de terre déshydratées). Puis la collation du matin, putti de chuño, contenait aussi du quinoa avec chuño, oignons et fromage. Pour le reste de la journée, les soupes à base chuño et de quinoa représentaient 76 % des déjeuners et dîners. Par contre, dans une grande ville comme El Alto, les repas sont à base de riz ou de pâtes. Il ressort des enquêtes de Franqueville (menées entre 1988 et 1998) que la nourriture de l'Altiplano était extrêmement monotone, consistant en trois ou quatre aliments principaux, variant en importance selon les lieux. Parfois, et notamment près du lac Titicaca, pouvaient s'y ajouter du poisson et du fromage. Il observa cependant les prémisses de changements dans le régime alimentaire des paysans: une moindre importance du quinoa et du chuño et l'apparition des légumes verts et dans une moindre mesure de produits lactés et d'œufs mais les fruits et la viande demeuraient inhabituels.

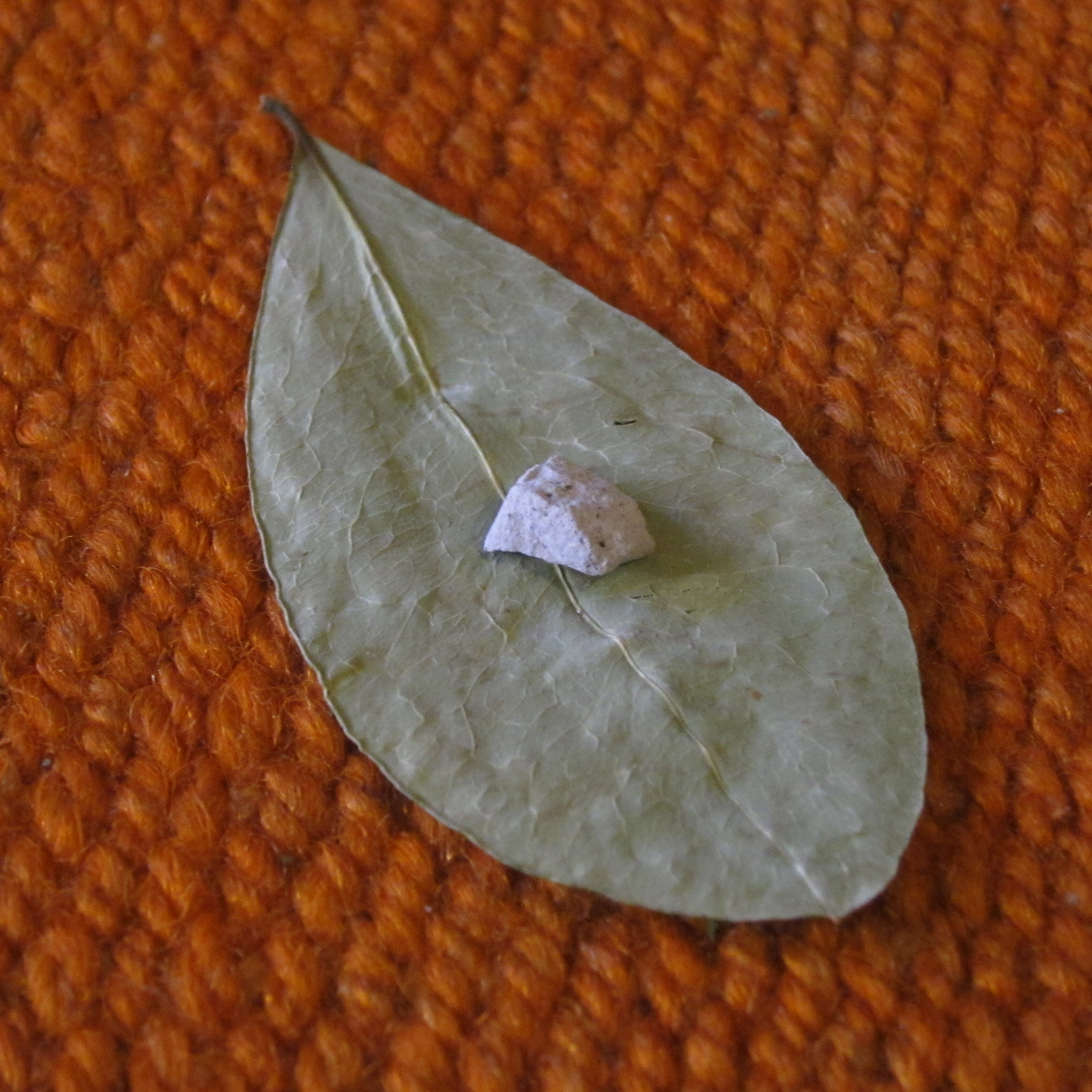
Llipta sur feuille de coca servant à constituer une chique

Pour la mastication, la population mâche des feuilles de coca privées de leur nervure principale. Ils forment en bouche une boule (ou chique) qu'ils gardent entre la joue et les gencives une dizaine de minutes. Ils y ajoutent ensuite une poudre alcaline obtenue par combustion des tiges de coca seules ou mélangées à d'autres plantes comme la tige de quinoa, ou des racines de certaines cactées ou des rachis de maïs. Ces cendres de tiges séchées, appelées llipta (ou llikta), permettent d'extraire les alcaloïdes du coca et d'exprimer ainsi tous leurs effets stimulants psychomoteurs. Cette pratique est semblable à la fabrication d'une « chique de bétel » à partir d'une feuille de bétel, d'une noix d'arec et de chaux, commune dans beaucoup de pays d'Asie du Sud et du Sud-Est (Inde, Myanmar, Vietnam, Indonésie...).[pertinence contestée]
Les tiges de quinoa sont aussi utilisées pour nourrir les lamas. Les résidus des récoltes sont intégrées dans l'alimentation animale.
Alimentation globalisée moderne

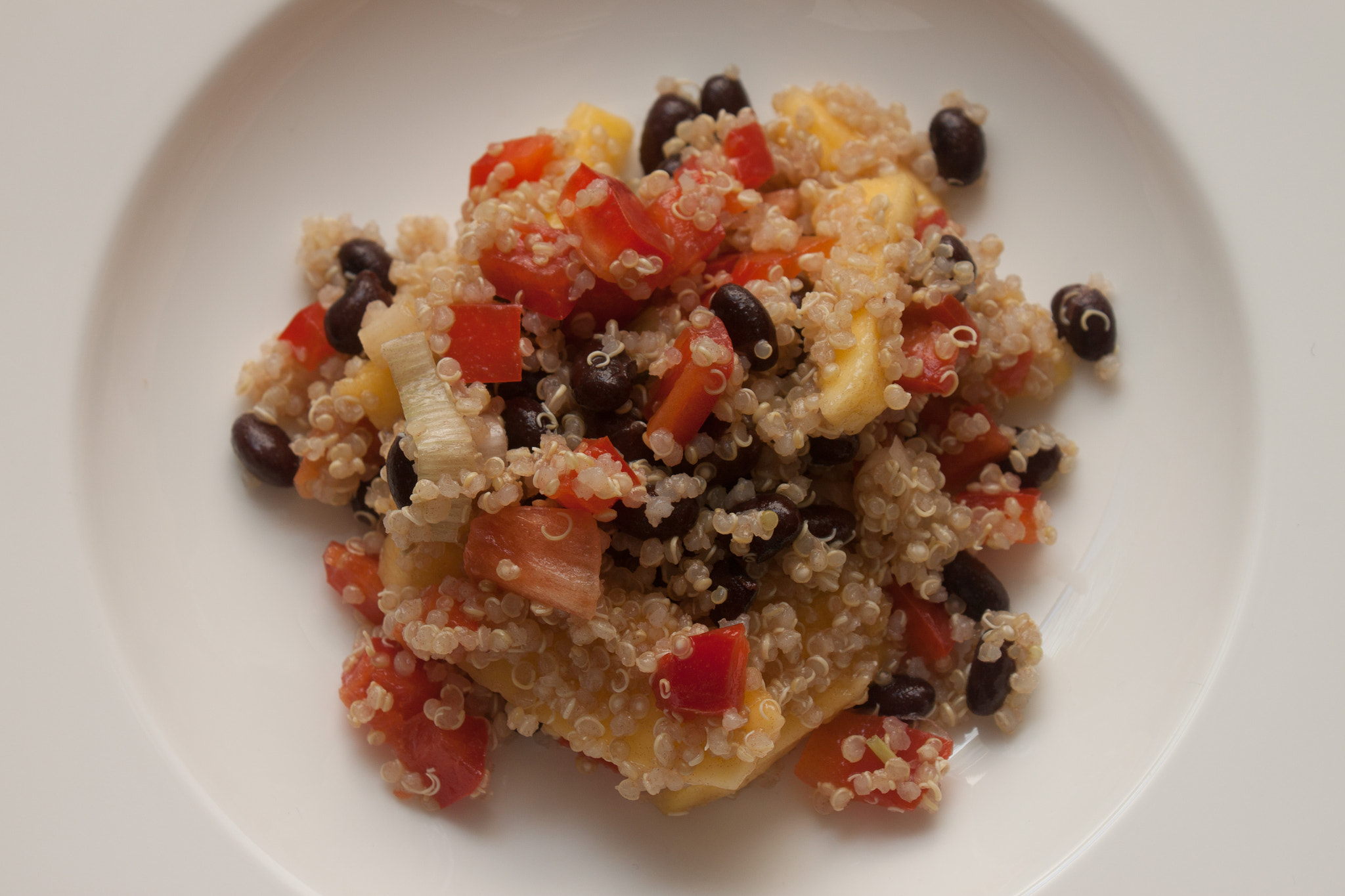
Salade de quinoa

Le quinoa se cuisine facilement salé comme sucré.
Pour le consommer, il faut le rincer dans l'eau pour éliminer son goût amer. On le fait de préférence cuire dans trois fois son volume d'eau bouillante. On laisse mijoter à feu doux jusqu'à l'apparition du germe. Il peut remplacer en accompagnement, le riz, la semoule ou les pâtes.
Il est souvent utilisé dans les salades de tomates, concombres, avocat et échalote.

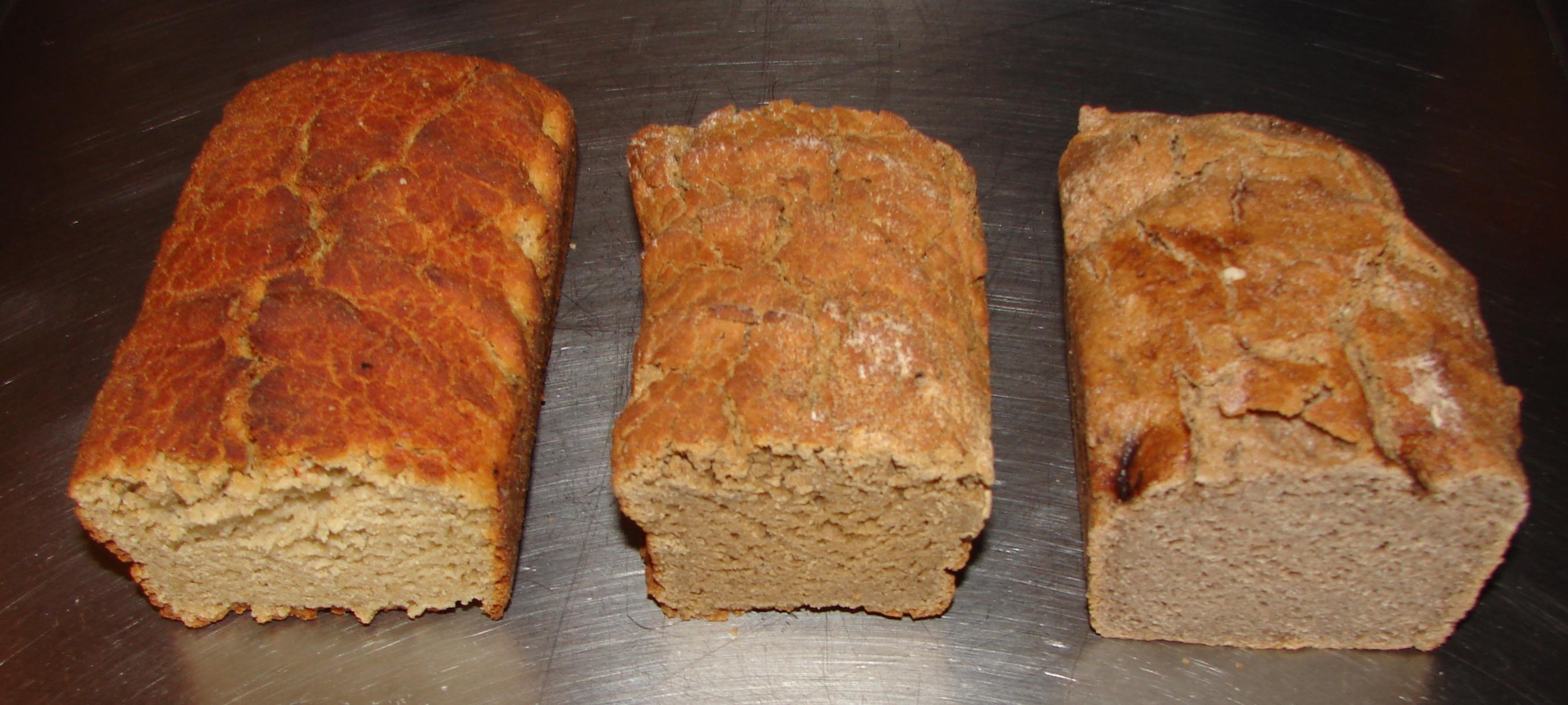
Pains sans gluten, quinoa, sarrasin et teff

De nos jours, la graine de quinoa peut être transformée à la façon des céréales pour donner une farine brute ou toastée (après rôtissage des grains), des flocons, de la semoule et une poudre instantanée qui peuvent servir à la confection de nombreux plats et boissons. Le quinoa s'utilise aussi pour compléter les farines à base de céréales en ajoutant entre 10 % et 30 % de quinoa pour le pain, jusqu'à 40 % pour les pâtes et 70 % pour les biscuits. La farine de quinoa ainsi allongée permet de faire de nombreuses préparations habituellement réalisées avec du blé, comme les crêpes, fars…
L'indice PRAL du quinoa est légèrement négatif (-0,19), et bien qu'aucune étude scientifique ne démontre l'intérêt de l'emploi de l'indice PRAL dans le choix de l'alimentation humaine, certains considèrent que cela en fait un excellent substitut aux céréales dans la prévention de l'ostéoporose.

### Médecines traditionnelle
Les médecines traditionnelles des Andes utilisent le quinoa. Les indiens Kallawaya sont des guérisseurs renommés, des curanderos itinérants qui voyagent de région en région. Ils utilisent le quinoa, aussi bien les graines que les racines et les feuilles dans leurs traitements médicinaux. Les feuilles fraîches ou sèches, en décoction, additionnée d'un peu de vinaigre, s'emploient en gargarisme dans le traitement des angines. Les graines broyées et mélangées à de l'urine humaine fraîche se préparent en une pâte visqueuse qui s'applique en cataplasme sur les luxations et les dislocations osseuses.